# District historique de Cuivre River State Park Administrative Area
Pour les articles homonymes, voir Cuivre (homonymie).
Le district historique de Cuivre River State Park Administrative Area – ou Cuivre River State Park Administrative Area Historic District en anglais – est un district historique dans le comté de Lincoln, dans le Missouri, aux États-Unis. Protégé au sein du Cuivre River State Park, il comprend des structures dans le style rustique du National Park Service. Il est inscrit au Registre national des lieux historiques depuis le 4 mars 1985.